# Landmark Pinnacle
Landmark Pinnacle es un rascacielos situado en el distrito de Canary Wharf, en la ciudad de Londres, Reino Unido. Su altura es de 233 metros, siendo el cuarto edificio más alto del Reino Unido y uno de los edificios residenciales más altos de Europa.
El proyecto fue inicialmente llamado City Pride, nombre del pub que existía anteriormente en el lugar, hasta que fue cambiado al actual en 2016.